# مايك فارمر (لاعب كرة قاعدة)
مايك فارمر (بالإنجليزية: Mike Farmer)‏ هو لاعب كرة قاعدة أمريكي، ولد في 3 يوليو 1968 في غاري في الولايات المتحدة.

## وصلات خارجية
- مايك فارمر على موقعبيزبول رفرنس.كوم (الدوري الرئيسي) (الإنجليزية)